# كأس إسكتلندا 1886–87
كأس اسكتلندا 1886–87 (بالإنجليزية: 1886–87 Scottish Cup)‏ هو موسم من كأس اسكتلندا. كان عدد الأندية المشاركة فيه  139.